# Fanfare Wilhelmina Vlodrop
Fanfare Wilhelmina is een fanfareorkest uit Vlodrop, nu deelgemeente van de Nederlandse gemeente Roerdalen.

## Geschiedenis
Fanfare Wilhelmina werd opgericht in 1900. Decennialang voldeed de vereniging voornamelijk sociale verplichtingen in het dorp, meer dan naar muzikale successen streven. Daar kwam verandering in tegen het einde van de jaren tachtig van de 20e eeuw toen de fanfare onder leiding stond van dirigent Sjef Ficker. Op het concours in 1988 van de Limburgse Bond van Muziekgezelschappen in Roermond werden door de 28 muzikanten van het orkest in de tweede afdeling van de sectie fanfare 324 punten behaald, goed voor een 1e prijs met lof van de jury en promotie. 
Goed opgeleide jeugdige muzikanten stroomden toe en zo gebeurde het dat Fanfare Wilhelmina in twaalf jaar tijds van de Tweede Afdeling opklom - tijdig tot het eeuwfeest van de vereniging in 2000 - tot de superieure afdeling. In 2000 werd men Limburgs kampioen in de sectie fanfare. 
In 2003 legde Sjef Ficker het dirigeerstokje neer. Zijn opvolger werd de Belgische dirigent Joost Vrolix.
In 2006 nam men voor het eerste keer deel aan de Nationale Kampioenschappen te Arnhem, en bereikte een eerste prijs, met 85,33 punten.

## Dirigenten
- 1980-2003 Sjef Ficker
- 2003-heden Joost Vrolix